# La canción de Juan Perro
La Canción de Juan Perro es el cuarto álbum de estudio del grupo español Radio Futura, de 1987. Publicado por Ariola Eurodisc, el disco supone el cuarto trabajo de la banda, así como su despegue internacional, obteniendo una fuerte repercusión en Hispanoamérica, especialmente en México.
La Canción... suele señalarse como el álbum determinante en la concepción y nacimiento del rock latino, dando forma definitiva al sonido que la banda buscaba en temas anteriores (como Semilla negra) y abriendo un camino artístico de honda repercusión e influencia en gran parte de la música popular en español de los siguientes años.
En la época de la grabación y gira del álbum Radio Futura estaba compuesta por los hermanos Santiago (voz, guitarra) y Luis (bajo) Auserón, junto a Enrique Sierra (guitarra solista), a los que se añadían en esta etapa del grupo Carlos Torero a la batería y Pedro Navarrete a los teclados.

## Antecedentes
En 1981, cuando Hispavox se negaba a grabarnos el segundo elepé, íbamos allí con unas maquetas tituladas Rock latino y aquello provocaba auténticas carcajadas.
Radio Futura, en 1998.

1986 es el año que trae los ensayos y la grabación de las nuevas maquetas para el próximo trabajo de Radio Futura tras De un país en llamas, que se llevan a cabo en los sótanos del edificio de RCA-Ariola de Madrid.
Aunque inicia el año como un trío (los hermanos Auserón y Enrique Sierra), el grupo tiene como objetivo encontrar un nuevo batería que se complemente más con el bajo y un teclista para dar nuevas texturas a las canciones. Llega al grupo como baterista Carlos Torero, un todoterreno que a sus veintidós años había pertenecido o colaborado con numerosos artistas y formaciones: Espasmódicos, Ana Curra, Academia Parabüten, La Mode, Inkilinos del 5º, Ciudad Jardín, Mercedes Ferrer y La llave, Polanski y el Ardor o Los Coyotes. Su pertenencia a esta última banda, otra de las pioneras junto a Radio Futura del rock latino, le había permitido familiarizarse con los estilos rumberos que el grupo estaba a punto de convertir en propios. También se incorpora Pedro Navarrete, un teclista de sólida formación clásica decidido a pasarse al rock.

## Grabación del disco
La actividad del grupo en directo se detiene durante 1986; en el estudio de RCA-Ariola, con un "equipo extraordinario de grabación" de la década de los 60, Radio Futura reorientaría definitivamente su carrera artística, "depurando el sonido, los arreglos, el nuevo estilo que pretendíamos tener al alcance de la mano".
Una vez tienen diez temas listos para grabar, contactan con el productor Joe Dworniak para grabar una maqueta. A finales de año viajan a Nueva York para hacer lo opuesto a lo que habían hecho en Londres para De un país...: grabar un disco con la mínima tecnología posible y siempre con sonidos naturales y clásicos. El proceso dura cinco semanas entre noviembre y diciembre, y se realiza en los estudios Sigma Sound de los Talking Heads, en la calle 53. Para introducir los metales y percusión con músicos de sesión de la ciudad, contratan a Daniel Ponce, percusionista cubano y, como sección de viento, a The Uptown Horns Crispin Cioe, que habían trabajado por aquel entonces con Tom Waits o James Brown. El proceso de grabación se caracteriza por el perfeccionismo de Dworniak, que revisa los arreglos compás por compás, así como las interpretaciones de cada miembro del grupo.

## Lanzamiento y recepción del álbum
La banda vuelve a España con un trabajo sólido y depurado, volcado principalmente en los ritmos caribeños: La canción de Juan Perro se publica en 1987. A principios de año se publica como adelanto el sencillo «37 grados», que llegaría a salir en tres versiones: en maxisencillo, en vinilo de 12 pulgadas con «A cara o cruz» de cara B, y finalmente en 7 pulgadas a 45 rpm, junto con «En un baile de perros».

[La canción de Juan Perro] supuso un punto de inflexión en nuestra carrera. Aprendimos que, si nos empeñábamos, podíamos conseguir lo que imaginábamos y que la música no se acotaba a la frontera de la península ibérica
Kike Sierra, en Rolling Stone

Aunque las ventas acompañan, consiguiendo cifras similares a las de anteriores trabajos (antes de la salida del siguiente ya se habla de más de 150.000 copias vendidas), no compensan el desembolso realizado para grabar en Nueva York. Además, el nuevo disco no acaba de convencer a la crítica. No obstante, el álbum iría ganando su favor con el tiempo y actualmente se reconoce como el mejor de la banda; en 2010 La canción de Juan Perro fue considerado por la revista Rolling Stone como el 4.º mejor disco del rock español. El álbum es recordado como el primer trabajo de rock latino, que iniciaría la senda por la que se encaminaron muchos grupos más tarde; además, supone el disco del que el grupo se siente más satisfecho, quizá la cima de su inspiración tanto en la música como en los textos.

### Posición en las listas de popularidad
Esta información es una adaptación de Acclaimed Music:
| Publicación   | País           | Lista                                                     | Año  | Puesto           |
| ------------- | -------------- | --------------------------------------------------------- | ---- | ---------------- |
| Al borde      | Estados Unidos | Al borde - Los 250 mejores álbumes de rock iberoamericano | 2006 | 96               |
| Efe Eme       | España         | Los 200 mejores discos de pop español                     | 2003 | 63               |
| Rockdelux     | España         | 30 años: 300 discos                                       | 2014 | 122              |
| Rolling Stone | España         | Los 50 mejores discos del rock español                    | 2009 | 4                |
| Switch        | México         | Los mejores 100 discos del siglo XX                       | 1999 | No clasificación |

## Influencias musicales y literarias
Las influencias musicales que se dejan notar en el álbum son muy amplias: rumba, salsa («A cara o cruz»), blues («Un hombre de papel»), pop, reggae («La negra flor»), funk, merengue («37 grados»), rock y rythm & blues («En un baile de perros») o hasta jazz. Las letras exploran los temas habituales del grupo (los demonios interiores en «El hombre de papel» o «La mala hora»), abriendo paso a horizontes más centrados en la sabiduría popular o incluso el mundo rural («El canto del gallo», «Luna de agosto», «A cara o cruz», «En un baile de perros»), pero también el mundo urbano («37 grados» o «La negra flor»).
Mención aparte merece «Annabel Lee», traducción del poema homónimo de Edgar Allan Poe, con letra de Santiago y música de Luis. No es la única referencia literaria del disco: se ha señalado que la letra de Lluvia del porvenir estaba inspirada en la obra de Juan Rulfo, Pedro Páramo.

## El recorrido comercial. Sencillos extraídos
Del álbum se extraen varios sencillos aparte del ya citado «37 grados». Entre ellos «Annabel Lee» (con «Lluvia del porvenir» como cara B) para el que se realiza un videoclip dentro de las producciones que por aquel entonces realiza el programa de televisión La bola de cristal, en el que Santiago aparece caracterizado como un noble en su mansión y Enrique y Luis como los ángeles del cielo y demonios del mar que menciona el poema. En 2006 Rolling Stone elegiría «Annabel Lee» en el puesto número 178.º de las 200 mejores canciones de la historia del pop rock español.
También se edita «El Canto del Gallo», que lleva como cara B «La mala hora», y que supone el máximo exponente en el disco de esa veta popular, casi rural que anunciaba «El tonto Simón» y que de algún modo continuaría «Corazón de tiza». Para la promoción del sencillo el artista Max (autor de Peter Pank) realiza un cómic homónimo con guion de Santiago Auserón.
El último sencillo que se edita del disco es «La negra flor» (con «El hombre de papel» como cara B) un tema que se plantea como un homenaje a la ciudad de Barcelona, con cuyo público el grupo tiene una relación especialmente buena, y en especial a la conocida Rambla. En la edición como maxisencillo, realizada unos meses después del lanzamiento del álbum y cuando el siguiente ya está en preparación, se incluye como cara B «Paseo con la negra flor», una remezcla que supone el primer rap de estilo jamaicano en español y que volvería a ser publicada en el siguiente disco de la banda. Rolling Stone elegiría «La negra flor» en el puesto número 96.º de su lista de mejores canciones del pop rock español. Ariola realiza un videoclip con «La negra flor» para su lanzamiento en América Latina, en el que los miembros del grupo solo aparecen en imágenes intercaladas, actuando en directo.

## La puerta a América
La canción... es también el álbum con el que se introducen en el mercado Iberoamericano, especialmente en México. Si bien anteriormente, por parte de algunas emisoras independientes (especialmente ROCK 101), habían sido radiados en el país azteca canciones de anteriores trabajos, es con este álbum con el que la discográfica pretende internacionalizar la banda. Siguiendo los pasos de los pocos roqueros españoles que por aquel entonces pisan suelo mexicano (Miguel Ríos, Nacha Pop), el grupo da el salto a América, con el impulso de locutores como Luis Gerardo Salas de ROCK 101 o el más conocido como director de cine Alejandro González Iñárritu, de WFM. El grupo ofrece, entre otros conciertos, dos recitales gratuitos, en Monterrey y en el DF. Es especialmente recordado este último, que se celebra en Hotel de México (hoy World Trade Center), en el que fueron teloneados por Botellita de Jerez y que estuvo a punto de convertirse en una tragedia: el suelo temblaba fuertemente con los saltos de la gente que abarrotaba la sala, el equipo amenazaba con caerse (la banda tuvo que detener su interpretación en un par de ocasiones) y una parte del público que pretendía entrar tuvo que quedarse fuera por falta de espacio. Aun con el éxito de la presentación, Radio Futura no volvería a México.

## "La canción de Juan Perro", el nombre
El título del disco proviene de una conversación de Santiago Auserón con Ricardo Teixidó, batería de Danza Invisible:

Estábamos una noche de juerga por La Coruña y él me dijo que yo era un Juan Perro, un don nadie sin casa. Me gustó la imagen literaria. Todos somos Juan Perro.

Años después y tras la disolución de Radio Futura, Santiago Auserón tomaría como nombre artístico aquella sugerencia para su carrera en solitario, en la que continúa en activo.

## Lista de canciones
Todas las letras escritas por Santiago Auserón, excepto «Annabel Lee», traducción del poema homónimo de Edgar Allan Poe, toda la música compuesta por Luis Auserón, Santiago Auserón y Enrique Sierra. 
| Cara A |                         |          |  |
| N.º    | Título                  | Duración |  |
| 1.     | «En Un Baile de Perros» | 2:29     |  |
| 2.     | «El hombre de papel»    | 2:41     |  |
| 3.     | «A cara o cruz»         | 5:41     |  |
| 4.     | «Lluvia del porvenir»   | 3:41     |  |
| 5.     | «La negra flor»         | 5:20     |  |
| 6.     | «37 grados»             | 4:28     |  |

| Cara B |                                                               |          |  |
| N.º    | Título                                                        | Duración |  |
| 7.     | «Annabel Lee»                                                 | 3:45     |  |
| 8.     | «Luna de agosto»                                              | 3:39     |  |
| 9.     | «La mala hora»                                                | 3:25     |  |
| 10.    | «El canto del gallo»                                          | 5:39     |  |
| 11.    | «Paseo con la negra flor (no incluido en primeras ediciones)» | 7:09     |  |

### Créditos
- Santiago Auserón – voz y guitarra
- Enrique Sierra – guitarra, coros
- Luis Auserón – bajo y coros
- Carlos Torero – batería
- Pedro Navarrete -Sintetizadores y Piano
- Daniel Ponce – percusión
- The Uptown Horns - Sección De Metales

(Trompeta – Hollywood Paul Litteral,
Trombón – Bob Funk,
Saxofón Tenor – Arno Hecht,
Saxofón Alto y Barítono  – Crispin Cioe)
- Grabado y Mezclado En: Sigma Sound Studio Nueva York, EUA
- Arreglos y Dirección De Metal: Jim Biondolillo